# (1205) Ebella
(1205) Ebella – planetoida z grupy pasa głównego asteroid okrążająca Słońce w ciągu 4 lat i 16 dni w średniej odległości 2,54 au. Została odkryta 6 października 1931 roku. Nazwa planetoidy pochodzi od Carla Wilhelma Ludwiga Martina Ebella (1871–1944), niemieckiego astronoma. Przed nadaniem nazwy planetoida nosiła oznaczenie tymczasowe (1205) 1931 TB1.